# Noyer
Noyer é uma comuna francesa na região administrativa do Centro, no departamento Cher. Estende-se por uma área de 20,38 km². Em 2010 a comuna tinha 220 habitantes (densidade: 10,8 hab./km²).